# 渡辺たをり
渡辺 たをり（わたなべ たをり、1953年 - ）は、日本の随筆家。

## 来歴・人物
渡辺清治・千萬子夫妻の娘として京都府に生まれる。父・清治は谷崎潤一郎の3番目の妻・松子とその最初の夫・根津清太郎の長男で、母方の叔母・重子とその夫・渡辺明（旧津山藩主松平家・松平康民の三男）の養嗣子となった。母・千萬子は日本画家・橋本関雪の孫娘で谷崎の『瘋癲老人日記』に登場する颯子のモデルとなった人物。
名付け親は谷崎潤一郎。漢字では撓（ツクリは「焼」のツクリ）と書くが、当用漢字に無いので平仮名を使用している。
子供の頃は祖母の夫・谷崎潤一郎に可愛がられた。日本大学芸術学部放送学科卒業、日大大学院芸術学研究科修士課程修了。紀伊国屋書店に勤務する傍ら、1956年頃から1964年にかけて谷崎が千萬子にあてた200通あまりの書簡を軸に『祖父 谷崎潤一郎』を著し、1980年に刊行した。
演劇評論家で東京芸術劇場副館長の高萩宏はたをりの夫である。

## 著書
- 『祖父 谷崎潤一郎』（中公文庫、2003年）。元版・六興出版、1980年
- 『花は桜、魚は鯛 祖父谷崎潤一郎の思い出』（中公文庫、2000年）。元版「― 谷崎潤一郎の食と美」、ノラブックス、1985年